# Rosemary Brown
Rosemary Brown (Londres, 27 de julho de 1916 – Londres, 16 de novembro de 2001) foi uma médium espiritualista inglesa. Embora sua mediunidade se manifestasse de diversas formas, tornou-se mais conhecida pela comunicação que afirmava ter com os espíritos de compositores célebres de música erudita, havendo recebido deles, em processo similar à psicografia, mais de 400 partituras. Entre esses espíritos, estariam Liszt (com o qual tinha contato mais frequente), Chopin, Schubert, Beethoven, Bach, Brahms, Schumann, Debussy, Grieg, Berlioz, Rachmaninoff, Mozart, dentre outros. Alguns deles faziam contato frequentemente, outros lhe apareceram poucas vezes.
Rosemary Brown obteve destaque na mídia nos anos 70. Apareceu em programas de TV, dentre eles um documentário para a emissora britânica BBC, em abril de 1969. Nesta ocasião, chegou a psicografar diante das câmeras uma partitura inédita de Liszt. A peça produzida chamava-se Grübelei e era de elevada dificuldade técnica: possuía seis sustenidos na clave e compassos distintos para as mãos: 5/4 na direita e 3/2 na esquerda. Ao fim da psicografia, Brown afirmou que a peça era difícil demais para ela própria executar. Um pianista profissional então se ocupou de tocá-la. Posteriormente, a peça Grübelei foi analisada por Humphrey Searle, compositor britânico e grande estudioso de Liszt, que ressaltou, em seu artígo, as harmonias avançadas e a tonalidade típica das últimas composições de Liszt.
Rosemary Brown escreveu três livros sobre sua vida e sua mediunidade. O primeiro deles, publicado em 1971, recebeu o título original de Unfinished Simphonies – Voices From The Beyond. No Brasil, foi publicado com o título Sinfonias Inacabadas, e anos mais tarde republicado com o título Contatos Musicais – Grandes Mestres Compõem do Além (alterou-se somente o título, mas o conteúdo é rigorosamente idêntico). Os outros dois livros, que nunca receberam tradução para o português, foram: Immortals at my Elbow (de 1974) e Look Beyond Today (de 1986). Após o lançamento de seu primeiro livro, fez aparições públicas na Europa e Estados Unidos. Tocou algumas de suas músicas no The Town Hall de Nova York e apareceu no programa The Johnny Carson Show. 
Três LPs contendo algumas das músicas recebidas por Rosemary Brown foram lançados. O primeiro foi gravado em 1970, pelo pianista Peter Katin. O segundo saiu em 1977, por Howard Shelley, e o último em 1988, por Leslie Howard

## Biografia
Nasceu em uma família pobre. Suas manifestações mediúnicas começaram na tenra infância, com fatos banais. Além de ver diversos espíritos anônimos com espantosa clareza, também intuía fatos e acontecimentos diversos. Descrevia como era a própria casa muitos anos antes de ela nascer, e até mesmo a rua em que moravam, antes de o velho casarão ter sido construído. Sua mãe e sua avó também haviam tido algumas manifestações mediúnicas ao longo de suas vidas, como a vidência, embora de maneira mais rara e esporádica. Brown cita, em seu livro, algumas dessas manifestações de suas ascendentes. Também seu casal de filhos (Thomas e Georgina) possuíam mediunidade. Mas nenhum deles tão intenso e frequente como Rosemary.
Seus estudos de música foram muito elementares, devido à falta de tempo e principalmente de dinheiro. Pelo mesmo motivo, também nunca pôde frequentar concertos, conviver com músicos ou frequentar qualquer tipo de meio musical. Tais fatos teriam sido propositalmente planejados pela espiritualidade antes que ela nascesse, para que não houvesse dúvida de que as composições não poderiam provir dela própria.
Trabalhava como merendeira de uma escola pública na época em que começou a receber as primeiras partituras.

## A Mediunidade e suas manifestações
Tanto as composições como a médium foram submetidas a inúmeras análises e testes: musicais, de inteligência, psicológicos, psíquicos. Foi declarada perfeitamente normal, após minuciosos estudos, pelo prof. Tenhaeff da Universidade de Utrecht (Holanda).
Entre os espíritos com quem Brown afirmava se comunicar, também estava Sir Donald Tovey, musicista, compositor e ilustre escritor, falecido em 1940. É atribuída a este espírito a autoria do texto que consta na capa do LP lançado em 1970, explicando o propósito das comunicações espirituais. Segundo a mensagem, a finalidade dos compositores desencarnados transmitirem novas peças musicais à Terra, depois de desencarnados, não seria vaidade, nem mera intenção de proporcionar prazer a quem venha a escutar as músicas. A finalidade maior seria servir como uma demonstração a mais da imortalidade da alma, alertando os homens para a existência da vida espiritual, e demonstrando que eles não são meros corpos carnais fadados à velhice e à morte, e sim almas imortais abrigadas em corpos mortais, dotados de uma mente que independe do corpo físico.
Brown relata também, em seu primeiro livro, que algumas vezes sua mediunidade apresentou a faceta da cura. Tal fenômeno se dava, segundo seus relatos, por meio da comunicação com o espírito de Sir George Scott-Robertson, um primo distante da própria Rosemary pelo lado materno, e que faleceu muito antes de ela nascer. Ele havia sido cirurgião em vida, e continuou o sendo no mundo espiritual. Brown relata os episódios de cura, e afirma que esta provém de uma única fonte: "a Força Vital a que chamamos Deus".
A produção de músicas mediúnicas cessou nos anos 80, mas Brown continuou, até o fim de sua vida, dedicada a suas crenças, e indiferente a assuntos materiais e mundanos.

## Críticas
As partituras musicais psicografadas por Brown, assim como costuma acontecer com todas as manifestações mediúnicas em geral, dividem opiniões. Os mais céticos buscam, para as partituras de Brown, outras explicações que dispensem a hipótese de existência de vida após a morte, e que descartem também a suposta comunicação entre mortos e vivos (ou entre encarnados e desencarnados).
Levantou-se a hipótese de que Brown tenha tido estudos musicais profundos na infância ou juventude, e tenha sofrido uma amnésia que a fez esquecer que recebeu esses estudos. Mas o médico da família refutou facilmente tal explicação, como arrematada tolice. Também se suspeitou de que ela estivesse ocultando seus verdadeiros conhecimentos de música de má-fé. Brown rebate, e afirma em seu livro que o fato de ter morado sempre na mesma casa, desde que nasceu, possibilitou que a maioria dos fatos de sua vida pudessem ter sido, ao longo dos anos, detalhadamente investigados. Vizinhos, amigos, parentes e várias autoridades locais teriam testemunhado quanto a certos detalhes.
Quando se tornou conhecida, Rosemary Brown atraiu a atenção de grandes nomes da música erudita, músicos e musicólogos, que quiseram conhecer a ela e seu trabalho. Richard Rodney Bennett afirmou: "Muitas pessoas podem improvisar, mas não conseguem compor uma música dessa maneira sem anos de estudo. Eu mesmo não conseguiria ter criado algumas dessas composições de Beethoven". Hephzibah Menuhin também se impressionou: "Não há dúvidas de que ela é uma pessoa muito sincera. A música é absolutamente no estilo desses compositores."
Alguns dos outros profissionais e estudiosos de música que lhe contactaram foram Peter Katin, David Cairns, Humphrey Searle, Tamas Vasary, William, Jean e Julian Lloyd Webber, o pianista John Lill e o compositor americano Leonard Bernstein. Nenhum deles acreditou que Rosemary Brown fosse algum tipo de fraude, embora alguns também não aceitassem a explicação espiritualista para a origem das músicas. Todos, contudo, se impressionaram com a sinceridade e sensibilidade de Brown. Muitos deles estabeleceram com a médium uma amizade que durou até o fim de suas vidas.